# Wojciech Mitkowski
Wojciech Mitkowski (ur. 5 października 1946 w Krakowie) – polski automatyk i robotyk, profesor nauk technicznych, profesor zwyczajny Akademii Górniczo-Hutniczej, doktor honoris causa Politechniki Lubelskiej.

## Życiorys
Jest absolwentem V Liceum Ogólnokształcącego w Krakowie. W latach 1964–1970 odbył studia na Wydziale Elektrotechniki Górniczej i Hutniczej AGH w Krakowie (w zakresie automatyki i telemechaniki) i uzyskał tytuł magistra inżyniera elektryka. Po studiach rozpoczął w 1970 r. pracę w Akademii Górniczo-Hutniczej, przechodząc tam wszystkie stopnie kariery akademickiej. Doktorat obronił w 1974, a w 1984 uzyskał habilitację. W 1992 otrzymał tytuł profesora nauk technicznych.
W latach 1987–1990 pełnił funkcję prodziekana i następnie w latach 1990–1996 dziekana Wydziału Elektrotechniki, Automatyki i Elektroniki AGH. Był członkiem Rady Głównej Szkolnictwa Wyższego w kadencji 1999–2002 i wiceprzewodniczącym tej Rady w kadencji 2003–2005 i 2006–2009. Pełnił funkcję prezesa Oddziału Krakowskiego Polskiego Towarzystwa Matematycznego w latach 2005–2010.
Obszar jego zainteresowań naukowych stanowią automatyka i robotyka, teoria sterowania, sterowanie optymalne, systemy dynamiczne, teoria obwodów elektrycznych, metody numeryczne, zastosowania matematyki.
Wszedł w skład komitetu wspierającego kandydaturę Karola Nawrockiego na prezydenta RP w wyborach w 2025.
W 2010 otrzymał tytuł doktora honoris causa Politechniki Lubelskiej. Odznaczony został Medalem Komisji Edukacji Narodowej (1998) oraz Medalem im. prof. Mieczysława Pożaryskiego nadanym przez Zarząd Główny Stowarzyszenia Elektryków Polskich (2002).
Jest synem profesora Józefa Mitkowskiego.